# Coming Out (película)
Coming Out es una película de 1989 producida en la República Democrática Alemana por la Deutsche Film AG (DEFA). La película fue la primera y única película de la RDA con temática homosexual y la primera que tematizaba abiertamente la xenofobia latente en la sociedad.
Coming Out pudo grabarse gracias al interés de Heiner Carow, que gracias al éxito de sus anteriores películas (como Die Legende von Paul und Paula) tenía prácticamente carta blanca en la DEFA. La película se estrenó en el Kino International de Berlín Oriental el 9 de noviembre de 1989. El público del estreno insistió en la finalización de la película después de que la dirección del cine la hubiese interrumpido para anunciar la caída del Muro de Berlín.

## Argumento
La trama transcurre en Berlín Oriental. El joven maestro Philipp conoce más de cerca a su colega Tanja tras un accidente en la escalera de la escuela y ambos comienzan una relación. Un antiguo amigo de Tanja, Jakob, al que llama cariñosamente Redford, resulta ser un amor de juventud de Philipp. Los padres de Philipp habían terminado la relación, regalando a Jakob una caja de compases y una bicicleta como compensación. Tras el reencuentro, Philipp entra en crisis, huye hacia un bar gay, se emborracha y finalmente dos desconocidos lo llevan a casa. Uno de ellos, el joven Matthias, lo encuentra de nuevo poco después frente al teatro y comienza un escarceo amoroso con él. Philipp tiene que enfrentarse a su propia orientación sexual, pero no tiene las fuerzas para ello. En un concierto del famoso director Daniel Barenboim en el teatro, llega el escándalo, cuando Matthias, buscando a Philipp, se encuentra con Tanja. Al final, Philipp se reconoce con orgullo como homosexual e incluso se arriesga a enfrentarse a la dirección de la escuela.

## Localización de la filmación
La escena de entrada de la película muestra un paseo en coche por el Prenzlauer Berg (entre otros por Kollwitzplatz), Berlín-Mitte (Alexanderplatz) y Friedrichshain. Algunas escenas fueron efectivamente filmadas en lugares de reunión de gais en la RDA, el Märchenbrunnen en el Volkspark Friedrichshain o en el bar Zum Burgfrieden (Wichertstraße 69; desaparecido en 2000), así como en la Schoppenstube, en el Prenzlauer Berg. Charlotte von Mahlsdorf tiene un pequeño papel secundario.
El edificio de la escuela es el Carl-von-Ossietzky-Gymnasium, un edificio historicista en Pankow, que posee unas escaleras y pasillos impresionantes. Los miembros de la dirección del colegio fueron interpretados por parte de los profesores de la escuela. La elección de la escuela tenía segundas intenciones, ya que mientras se filmaba la película en la escuela, varios alumnos fueron expulsados por criticar públicamente los desfiles militares del ejército (1988). Las escenas en viviendas se filmaron en la casa de la familia Lothar Bisky, que en la época era director de la Escuela Superior de Cine de Babelsberg.

## Críticas
Aunque el tema sería bastante explosivo en una sociedad liberal, el dramatismo se incrementa muchísimo en un estado como la RDA. La escenificación competente con un guiado de cámara tranquilo, la banda sonora sensible y sobre todo el impresionante reparto, hacen que el público sienta literalmente la trágica posición del profesor. Incluso las escenas eróticas no son exhibicionistas... de "new-video.de"

## Premios
Festival Internacional de Cine de Berlín (1990)
- «Oso de plata» en la categoría Mérito artístico extraordinario para Heiner Carow
- «Teddy Award» en la categoría Mejor película
- Nominación al «Oso de oro»

Nationales Spielfilm-Festival der DDR en Gera (1990)
- Premio nacional de cine en la categoría Mejor dirección para Heiner Carow
- Premio nacional de cine en la categoría Mejor actor novel para Matthias Freihof

Otros premios
- Konrad-Wolf-Preis de la Akademie der Künste de Berlín

## Banda sonora
No se publicó una banda sonora para la película y los créditos finales no dan ninguna pista sobre los títulos o artistas de la música empleada.
- Silly - Schlohweißer Tag
- Frank Schöbel - Wie ein Stern
- Frank Schöbel - Gold in deinen Augen
- City - Unter der Haut
- Babylon - Dynamit
- Chris Doerk - Kariert